# Pleurothallis conformalis
Pleurothallis conformalis är en orkidéart som beskrevs av Carlyle August Luer och Stig Dalström. Pleurothallis conformalis ingår i släktet Pleurothallis och familjen orkidéer.
Artens utbredningsområde är Ecuador. Inga underarter finns listade i Catalogue of Life.